# Gustav Friedrich Waagen
Gustav Friedrich Waagen (Amburgo, 11 febbraio 1794 – Copenaghen, 15 luglio 1868) è stato uno storico dell'arte tedesco.
È stato il primo direttore della Gemäldegalerie di Berlino e primo professore di storia dell'arte a Berlino.

## Biografia
Figlio di un pittore e nipote del poeta Ludwig Tieck, iniziò presto a frequentare le gallerie d'arte. Dopo un soggiorno a Roma nell'ambiente artistico germanofono, si arruolò come volontario nell'esercito prussiano per combattere le armate napoleoniche fino al 1815. Giunto a Parigi ebbe modo di osservare le opere raccolte al Louvre prima che fossero restituite. Studiò storia, filosofia e filologia all'università di Breslavia tra il 1815 e il 1818, passò successivamente all'università di Heidelberg dove esaminò la collezione d'arte di Sulpiz Boisserée e del fratello Melchior. Si diplomò in storia nel 1819.
Dopo numerosi viaggi pubblicò Über Hubrecht und Johann Van Eyck nel 1822, il primo catalogo ragionato di Jan van Eyck contribuendo alla rivalutazione della pittura fiamminga. Nel 1823 partecipò alla creazione del primo museo d'arte a Berlino e nel 1830 prese la direzione della Königliche Gemäldegalerie.
Nel 1833 pubblicò un saggio su Rubens dove difendeva apertamente l'arte barocca. Continuò a viaggiare ininterrottamente per l'Europa al fine raccogliere nuove acquisizioni. Fu specialmente in Inghilterra creandosi numerosi contatti con i collezionisti e i conservatori.
Nel 1844 fu nominato professore di storia dell'arte dell'università berlinese portando per la prima volta questa materia a una autonomia disciplinare in un ateneo. Morì accidentalmente a Copenhagen durante uno dei suoi viaggi.